# Вислоцкий, Станислав
Стани́слав Висло́цкий (пол. Stanisław Wisłocki; 7 июля 1921, Жешув, Польша — 31 мая 1998, Варшава, Польша) — польский пианист, композитор, дирижёр и педагог.

## Биография
В 1939—1945 учился в Лембергской консерватории у Северина Барбага, в Тимишоарской консерватории и в Бухарестской консерватории у Джордже Симониса (композиция, дирижирование), Эмиля Михаила (фортепиано) и Джордже Энеску, совершенствовался в Париже. С 1945 года — дирижёр камерного оркестра Общества польской народной музыки в Варшаве. В 1947—1961 годах руководил организованным им филармоническим оркестром в Познани; а также преподавал в 1951—1958 годы дирижирование в Высшей оперной школе и Государственной высшей школе музыки. С 1955 года — профессор по классу дирижирования Высшей музыкальной школы в Варшаве (ныне — Музыкальный университет). В 1961—1967 годах — 2-й дирижёр Варшавской филармонии. С 1978 года — главный дирижёр и руководитель симфонического оркестра Польского радио и телевидения в Катовице. Гастролировал во многих странах. В репертуаре — сочинения как польских, так и западно-европейских, а также русских композиторов. Писал музыку к кино.

## Сочинения
- симфония (1944)
- увертюра (1945)
- симфоническая баллада (1952)
- оркестровые пьесы
- концерт для фортепиано с оркестром (1949)
- ноктюрн (1947)
- 4 поэмы для голоса и камерного оркестра

## Награды
- 1981 — Государственная премия ПНР